# Unidas
A Unidas é uma empresa brasileira de aluguel de veículos, sediada na cidade de Belo Horizonte.  
Em 2022, a Brookfield adquiriu a empresa, na ocasião, a Ouro Verde, que já pertencia à Brookfield, foi fundida com a Unidas. A partir dessa fusão, as empresas adotaram uma estratégia de rebranding e passaram a operar sob a marca Unidas.
Atualmente, opera mais de 220 agências pelo Brasil, contando com mais de 5 mil funcionários e uma frota total superior a 116 mil veículos.[carece de fontes?]

## Histórico
A Unidas foi fundada em 1985, resultado da combinação de negócios de cinco empresas de aluguel de carros e dois investidores. A locadora começou com sete filiais e cerca de 500 veículos, operando na cidade de São Paulo.
Em 1993, Luis Fernando Porto fundou a Locarvel, uma locadora especializada em terceirização de frotas corporativas. Em 2002, a Locarvel passou a se chamar Locamerica, e no mesmo ano realizou seu IPO, listando suas ações na BM&FBovespa. 
Em 2017, Locamerica e Unidas anunciaram uma fusão, consolidando suas operações em uma única marca.
Em 2019, a Unidas se tornou a maior empresa de terceirização de frotas no Brasil e a segunda maior locadora de veículos do país, com uma frota de mais de 150 mil veículos e um forte posicionamento no mercado de seminovos. 
Em 2022, a Localiza anunciou uma fusão com a Unidas S.A. (Companhia de Locação das Américas). A fusão foi aprovada com restrições em dezembro de 2021 pelo Conselho Administrativo de Defesa Econômica (CADE) e oficializada em julho de 2022. Como parte das restrições do CADE, parte dos ativos de RAC e seminovos da Unidas Locadora S.A. (desinvestidos da Unidas S.A.) foram repassados à Ouro Verde – empresa de gestão e terceirização de frota – que passa a adotar o nome Unidas como parte da estratégia da Brookfield, uma das maiores gestoras de ativos do mundo.

## Prêmios e reconhecimentos
A Unidas foi reconhecida por nove vezes no ranking Great Place to Work (GPTW) como uma das melhores empresas para se trabalhar no Brasil, entre 2016 e 2025. Também foi vencedora do Prêmio Consumidor Moderno por nove vezes, na categoria "Locadora de Veículos". 

Em 2024, a marca Unidas foi eleita a 21ª mais valiosa do Brasil pela Kantar BrandZ e, em 2025, alcançou a 22ª posição no ranking da Brand Finance Brazil.